# Clelea pravata
Clelea pravata es una especie de polilla de la familia Zygaenidae.
Fue descrita científicamente por Moore en 1858/59.